# NGC 4409
NGC 4409 (NGC 4420) je prečkasta spiralna galaktika u zviježđu Djevici. Naknadno je utvrđeno da je NGC 4420 ista galaktika.

## Vanjske poveznice
- (engl.) SEDS: NGC 4409
- (engl.) Revidirani Novi opći katalog
- (engl.) Izvangalaktička baza podataka NASA-e i IPAC-a
- (engl.) Astronomska baza podataka SIMBAD
- (engl.) VizieR